# Carole Gist
Pour les articles homonymes, voir Gist.
Carole Gist, de son vrai nom Carole Anne-Marie Gist, née le 8 mai 1969 à Détroit dans le Michigan, est une mannequin américaine, qui a été élue Miss USA 1990.
Elle est la première Afro-américaine à être couronnée Miss USA.